# Gliwický průplav

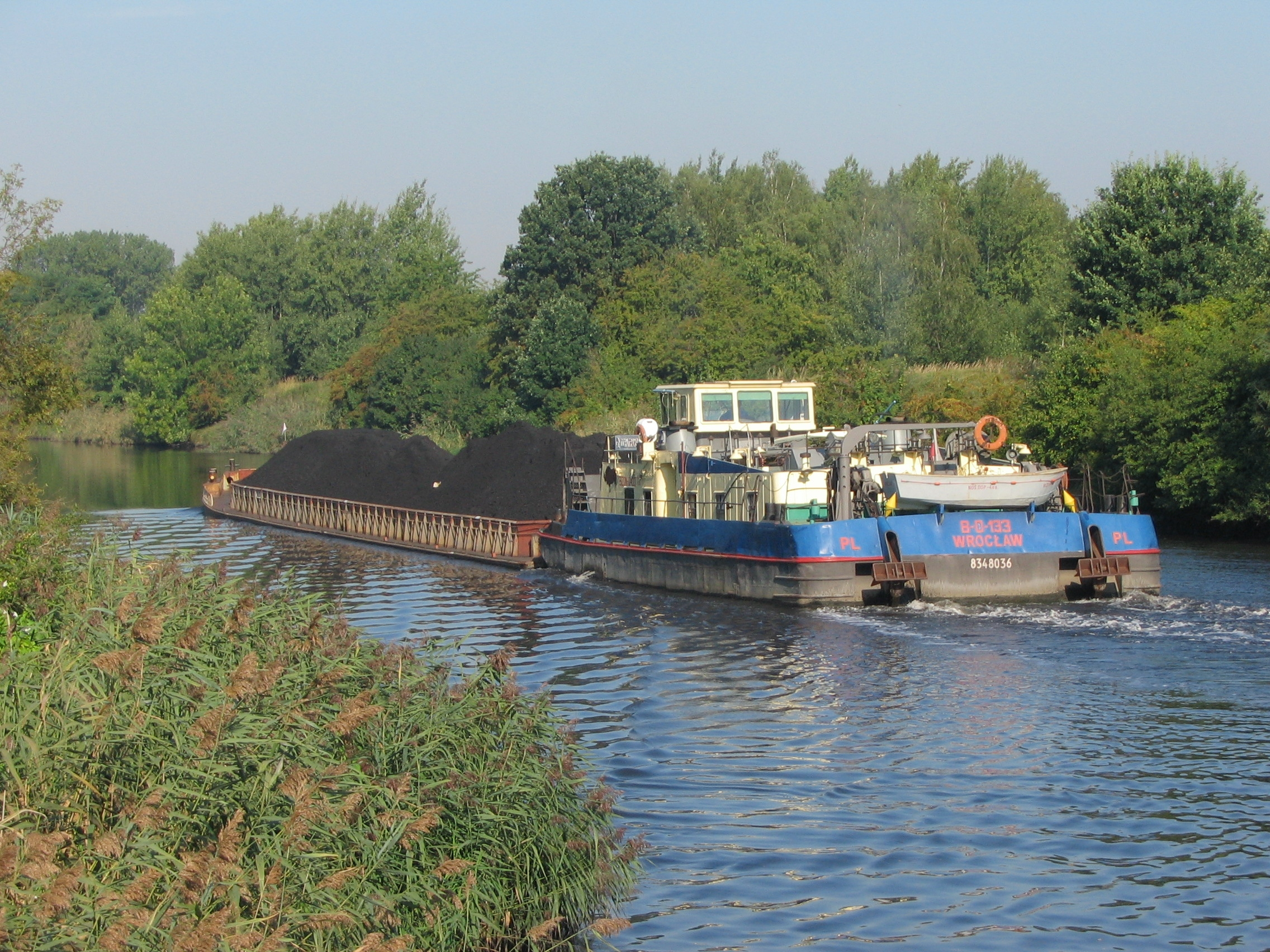
Loď na Gliwickém průplavu

Gliwický průplav (polsky Kanał Gliwicki, německy Gleiwitzer Kanal, Oberschlesischer Kanal) je 41 km dlouhá vodní cesta spojující řeku Odru s Gliwicemi v Hornoslezské průmyslové oblasti. Začíná v přístavu Gliwice a ústí do Odry blízko Kozlí (Kędzierzyn-Koźle) v okresu Kandřín-Kozlí v Opolském vojvodství), výškový rozdíl činí 43,6 m. Gliwický průplav vznikl v letech 1934–1939 v místě někdejšího kanálu vedoucího při řece Kłodnici a umožnil plavbu lodí do výtlaku 1000 tun. Za druhé světové války se po něm plavily až 3 miliony tun zboží ročně, po válce se plavba obnovila, ale později stále klesala až na 300 tisíc tun ročně. Jde o plavební přípojný kanál, což je druh průplavu.

## Technické údaje
Délka průplavu je 41,2 km, rozdíl výšek hladiny mezi začátkem kanálu v přístavu Gliwice a koncem v přístavu Kozlí činí 43,6 m. K překonání tohoto výškového rozdílu slouží celkem šest zdymadel (ve směru od Kozlí): Kłodnica, Nowa Wieś, Sławięcice, Rudziniec, Dzierżno a Łabędy. Hloubka kanálu činila původně 3,5 m. V roce 2016 však již bylo koryto zaneseno a jeho hloubka se pohybovala mezi 1,8 a 2,7 m. Šířka kanálu kolísá od 38 m (v zářezech) do 41 m (v náspech). Výška plavidel, která se po průplavu pohybují, nesmí překročit 4 m nad hladinou vody (s ohledem na výšku mostů nad kanálem), rychlost pohybu plavidel je omezena na 6 km/h.

## Přístav Gliwice
Nejdůležitějším místem na průplavu byl přístav Gliwice se dvěma přístavními bazény. Jeho provoz zajišťuje Śląskie Centrum Logistyki. Překládka mezi pozemní a říční dopravou byla v Gliwicích ukončena v roce 2012, do té doby se v přístavu nakládalo na čluny uhlí pro teplárnu ve Vratislavi. Mezi bazény se nachází kontejnerový terminál společnosti PCC Intermodal, kde probíhá překládka kontejnerů mezi železniční a silniční dopravou.